# Comité Secreto de los Seis
El Comité Secreto de los Seis, llamado en inglés simplemente Secret Six, fue una célula política compuesta por Thomas Wentworth Higginson, Samuel Gridley Howe, Theodore Parker, Franklin Benjamin Sanborn, Gerrit Smith y George Luther Stearns, que proporcionaron en secreto fondos destinados a la lucha armada contra la esclavitud, lucha encabezada por el abolicionista John Brown. Estos seis hombres se habían unido a la causa abolicionista mucho antes de su encuentro con John Brown, pues estaban convencidos de que la esclavitud en Estados Unidos no desaparecería sin lucha armada.

## Historia
John Brown proyectaba apoderarse de las armas guardadas en el arsenal federal de Harpers Ferry, en Virginia, con el fin de llevar a cabo una rebelión de esclavos en el Sur de Estados Unidos. No obstante, parece que el Comité de los Seis desconocían los planes de Brown, aunque sí defendían que la violencia era el único método de erradicación de la esclavitud en Estados Unidos. Brown se entrevistó con ellos repetidamente, entre 1858 y 1859, para dar a conocer sus necesidades y compartir parte de su estrategia contra el sistema esclavista estadounidense.
En octubre de 1859, los planes de Brown fracasaron estrepitosamente. Durante el proceso, los diarios The New York Times y New York Herald hacen públicos los vínculos entre el abolicionista radical Brown y el secreto Comité de los Seis. El 7 de noviembre, Gerrit Smith pide su ingreso en un hospital psiquiátrico y niega haber sostenido a Brown. Howe, Sanborn y Stearns huyen a Canadá para evitar su arresto. Theodore Parker, enfermo de tuberculosis, permaneció en Europa hasta su muerte en 1860. Desde allí, publica no obstante una carta abierta titulada John Brown's Expedición Reviewed (Crítica de la expedición de John Brown), justificando los actos de Brown y el derecho de los esclavos a su libertad, llegando incluso a la violencia. Thomas Wentworth Higginson fue el único que permaneció en Estados Unidos, desde donde proclamó su apoyo a Brown. El 2 de noviembre, Brown fue condenado a muerte por homicidio, conspiración y traición al Estado de Virginia. Fue ahorcado el 2 de diciembre de 1859.